# امیلیو آگرادی
امیلیو آگرادی (انگلیسی: Emilio Agradi; ۱۲ ژوئیهٔ ۱۸۹۵ – ۱۱ سپتامبر ۱۹۷۱) بازیکن فوتبال اهل ایتالیا بود.
از باشگاه‌هایی که در آن بازی کرده‌است می‌توان به باشگاه فوتبال اینتر میلان، باشگاه فوتبال مودنا، و باشگاه فوتبال وارزه اشاره کرد.